# 格氏突吻鱈
格氏突吻鱈，為輻鰭魚綱鱈形目鼠尾鱈科的其中一種，分布於東南大西洋、西印度洋及西南太平洋海域，體長可達40公分，屬深海底棲性魚類，深度1034-1280公尺，棲息在底層水域，生活習性不明。

## 扩展阅读
維基物種上的相關：格氏突吻鱈